# Sclerema neonatorum
Lo sclerema neonatorum o sclerema dei neonati è una rara e grave malattia cronica caratterizzata da infiammazione del tessuto sottocutaneo che rende la pelle spessa, rigida e livida.

## Epidemiologia
Si manifesta più spesso in neonati prematuri nella prima settimana di vita.

## Eziologia
Tra le cause si ritiene importante l'esposizione al freddo.

## Clinica
Inizia generalmente dai glutei per estendersi poi a tutto il tronco.

### Prognosi
La mortalità di questa patologia è elevata.